# Erich Wernicke (Mediziner)
Erich Arthur Emanuel Wernicke (* 20. April 1859 in Friedeberg (Neumark); † 25. Mai 1928 in Berlin) war ein deutscher Hygieniker und Mikrobiologe.

## Leben

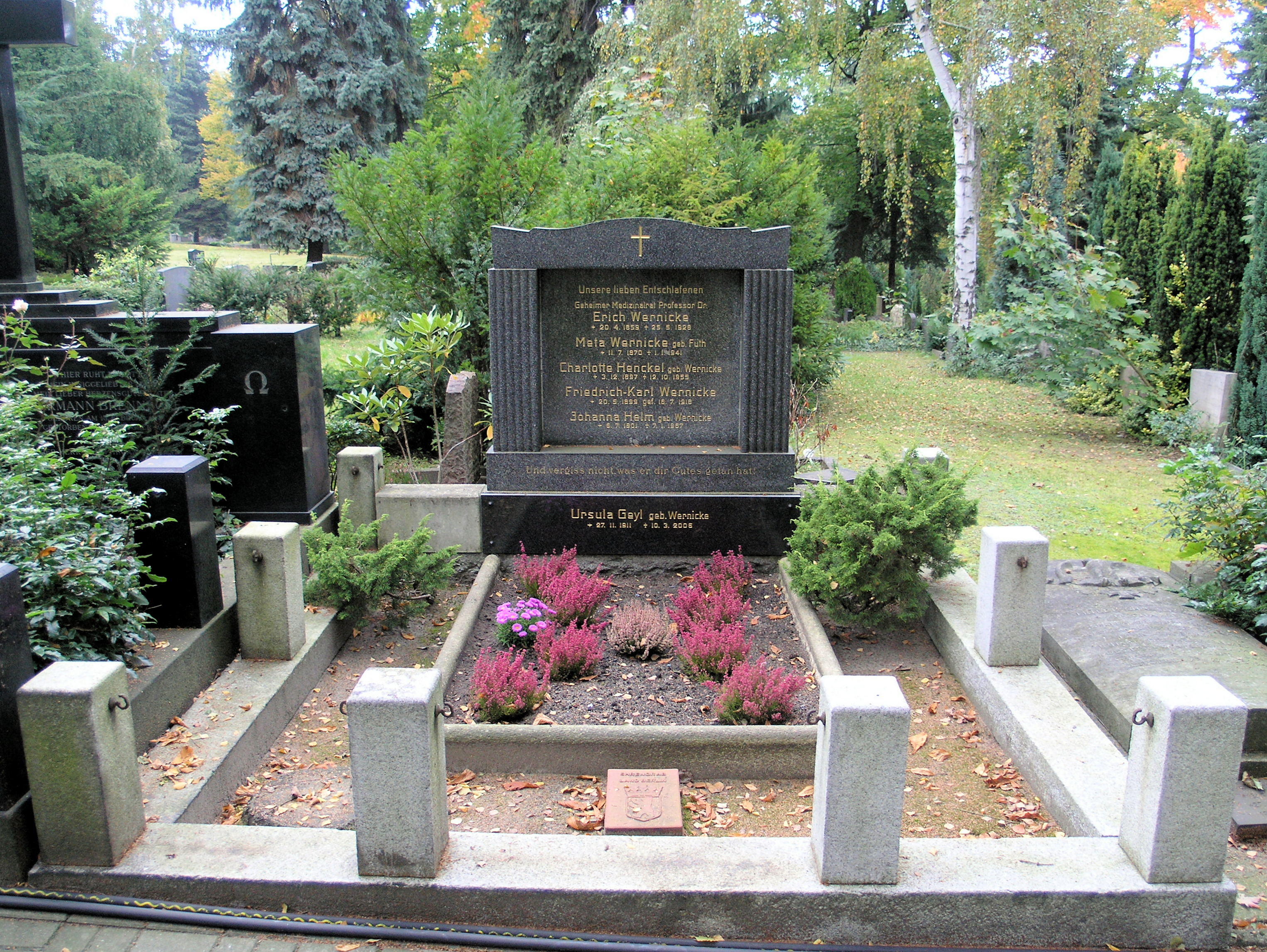
Ehrengrab Wernickes

Wernicke besuchte von 1865 bis 1876 die Bürgerschule und das Progymnasium in Friedeberg und von 1876 bis 1879 das Gymnasium in Landsberg an der Warthe. Er studierte von 1879 bis 1883 am Medicinisch-chirurgischen Friedrich-Wilhelm-Institut in Berlin. Er leistete 1880 seinen Militärdienst ab und wurde Corpsschleifenträger des Pépinière-Corps Suevo-Borussia. Nach dem Examen nahm er eine Tätigkeit als Unterarzt im Reichsland Elsaß-Lothringen auf. 1884 absolvierte er einen einjährigen Dienst an der Charité. Die Friedrich-Wilhelms-Universität zu Berlin promovierte ihn im Jahr seines Staatsexamens 1885 zum Dr. med.
1895–1890 war er als Unterarzt und Assistenzarzt in Mühlhausen und Karlsruhe tätig, anschließend als Assistent am Hygienischen Institut in Berlin, wo er mit Emil Behring 1890 das erste therapeutische Serum gegen Diphtherie entwickelte. Im selben Jahr wurde Wernicke Stabsarzt. 1894 habilitierte er sich in Berlin für Hygiene und Bakteriologie und 1895 wurde er als Leiter des hygienisch-chemischen Labors an die militärärztlichen Bildungsanstalten versetzt, die zu diesem Zeitpunkt in Kaiser-Wilhelms-Akademie umbenannt wurden. Er erhielt 1896 ein Extraordinariat und wurde 1897 Vertreter Emil Behrings in der Direktion des Hygienischen Instituts der Universität Marburg. 1898 war er zugleich Medizinalreferent bei der ständischen Zentralverwaltung der Provinz Hessen-Nassau. Er engagierte sich während seiner kurzen Zeit in Marburg kommunalpolitisch als Mitglied der Marburger Stadtverordnetenversammlung.
1899 wurde er als Direktor an das Königl. Hygienische Institut zu Posen versetzt, zum Oberstabsarzt 2. Klasse befördert, 1901 zum Oberstabsarzt 1. Klasse und Medizinalrat ernannt und 1903 außerordentlicher Professor an der neu gegründeten Medizinischen Akademie Posen; 1905 bis 1908 war er Rektor der Akademie. Von 1914 bis 1916 wirkte Wernicke als Beratender Hygieniker an der Ostfront. Nachdem Posen infolge des Ersten Weltkriegs an die Zweite Republik Polen gefallen war, wurde er 1921 mit dem Aufbau eines Medizinal-Untersuchungsamts in Landsberg an der Warthe beauftragt. Er wurde 1925 als Direktor des Hygienischen Instituts in Landsberg pensioniert und war danach bis 1928 als ehrenamtlicher Mitarbeiter der Landesanstalt für Wasser-, Luft- und Bodenhygiene in Berlin-Dahlem tätig.
Wernicke wurde am 12. Dezember 1894 in die Freimaurerloge Goldener Pflug in Berlin aufgenommen. Während seiner Zeit in Marburg beteiligte er sich als „besuchender Bruder“ und Vortragender an der Arbeit der dortigen Loge Marc Aurel zum flammenden Stern. Später war er „2. zugeordneter Meister“ der Loge Zum Tempel der Eintracht in Posen.
Erich Wernicke starb mit 69 Jahren. Sein Grab befindet sich auf dem Kaiser-Wilhelm-Gedächtnis-Friedhof, Fürstenbrunnerweg 69–79, D1 Git 15. Es war bis 2014 als Ehrengrab der Stadt Berlin gewidmet.

## Werke
- Verbreitung und Bekämpfung der Lungentuberkulose in der Stadt Posen,  Jena 1903.
- Die Immunität bei Diphtherie, in: Handbuch der Mikrobiologie, 1904.
- Die Bekämpfung der Infektionskrankheiten: ein Rück- und Ausblick. Rede zur Feier des Geburtstages des Kaisers und Königs am 27. Januar 1905 im Namen der Königlichen Akademie zu Posen gehalten, Posen 1905.